# Utetheisa devittata
Utetheisa devittata là một loài bướm đêm thuộc phân họ Arctiinae, họ Erebidae.